# Застенчивость
Засте́нчивость (стесни́тельность, ро́бость, ро́бкость) — состояние психики и обусловленное им поведение человека, характерными чертами которого являются: нерешительность, боязливость, напряжённость, скованность и неловкость в обществе из-за неуверенности в себе или отсутствия социальных навыков.
«Сдержанный», «скромный», «уравновешенный» — такие «положительные оценки» обычно дают застенчивым людям, а их манеры могут рассматриваться, как «утончённые» и «светские». По мнению Зимбардо, сама по себе застенчивость выступает маской, за которой не виден человек.

## Происхождение слова
Слово «застенчивый» образовано от глагола «застить» и толкуется словарём В. И. Даля как «охотник застеняться, не показываться; неразвязный, несмелый; робкий и излишне совестливый или стыдливый; непривычный к людям, робкий и молчаливый».

## Основные типы застенчивых людей
Исследование, проведённое Полом Пилконисом, выделило два основных типа застенчивых людей:
- Те, кто стесняется на публике. Испытываемые ощущения влияют на поступки застенчивых, те влияют на складывающееся у других людей мнение, а оно влияет на то, что сами застенчивые думают о себе.
- Те, кто стесняется перед самим собой. Застенчивым приходится создавать иллюзию уверенности в себе для других, затрачивая при этом большое количество эмоциональной энергии.[источник не указан 1491 день]

## Природа застенчивости
На вопрос: «почему мы застенчивы?» разными специалистами выдвигаются различные варианты ответов:
- С точки зрения нейробиологов, застенчивость вызвана нарушением обмена нейромедиаторов в головном мозге (дефицит серотонина, дофамина и т. д.), то есть это состояние всегда связано со слабой центральной нервной системой. Патологическая застенчивость в основном свойственна расстройствам личности из кластера C (по классификации DSM-V) и акцентуациям характера этого же круга. Люди с гипертимным психотипом не проявляют такого качества, как стеснительность. Сильная застенчивость, если она является устойчивым свойством личности, а не ситуативным проявлением, и мешает нормальной жизни, может потребовать вмешательства психолога или врача-психотерапевта, которые помогут таким людям обрести уверенность в себе.
- Врачи также относят застенчивость к симптоматике хронического отравления ртутью — меркуриализму.
- Бихевиористы полагают, что застенчивым просто недостаёт социальных навыков, необходимых для полноценного общения с другими людьми.
- Психоаналитики говорят, что застенчивость — это не что иное, как симптом выражения на сознательном уровне бушующих в бессознательном глубинных психических противоречий.
- Социологи и некоторые детские психологи считают, что застенчивость можно понимать в аспекте социальных установок: мы смущаемся, когда речь заходит о соблюдении общественных приличий.
- Социопсихологи утверждают, что застенчивость даёт о себе знать с того момента, как человек говорит себе: «Я застенчив».
- Исследователи личности (такие как Рэймонд Кэттелл) убеждены, что застенчивость передаётся по наследству, точно так же, как умственные способности или рост человека.
  - Современная версия теории врождённой застенчивости принадлежит Рэймонду Кэттеллу. Он уверен, что личность индивидуума складывается из набора основных качеств, которые можно определить, систематически проанализировав ответы человека на вопросы теста. Ответы коррелируются, затем они сопоставляются с ответами родителей или детей, и таким образом выясняется, передана черта «по наследству» или нет.

## Интернет и новые информационные технологии как причина застенчивости
Повсеместное, обширное и частое использование плодов высоких технологий приводит к тому, что люди всё реже и реже видятся и общаются вживую. Куда проще отправить SMS или e-mail, чем хотя бы позвонить. Психологи и учёные утверждают, что прослушивание портативных цифровых плееров, SMS, электронная почта, MMS, социальные сети — стали причиной эпидемии застенчивости.
Психолог и научный обозреватель Гарвардской бизнес-школы Робин Абрахамс говорит, что всему виной высокие технологии и интернет. В прошлом всего 40 % респондентов жаловались, что испытывают стеснение и неловкость в общении и социальных ситуациях. А теперь этот показатель увеличился до 60 %. Особенно это затронуло Японию, а менее всего Израиль.
Психология человека строится на некоторых постулатах. Например, чем меньше мы что-то делаем, тем меньше этого хочется, чем легче способ или вид чего-то, тем быстрее мы привыкаем к этому, но в дальнейшем вернуться к прежнему становится труднее, чем обычно. Общество меняется и развивается столь стремительно, что становится с каждым днём всё труднее ориентироваться. Технологии дают нам возможность отказаться от лишних встреч и избегать сложных межличностных ситуаций, и люди становятся всё более отстранёнными.

## Влияние порядка рождения на застенчивость
Как показало исследование, проведённое специалистами Калифорнийского университета, девочки более застенчивы, чем мальчики. Если девочки — первые дети в семье, то они более застенчивы, чем девочки — младшие дети. У мальчиков-первенцев большая застенчивость по сравнению с младшими братьями отмечалась лишь до 7 лет, в последующие годы связь застенчивости с очерёдностью рождения не прослеживалась, а к 14 годам застенчивость у мальчиков исчезала. В исследовании принимали участие 252 ребёнка, за их развитием следили с рождения (1928 год) до зрелости.

## Примеры использования
При свиданиях со мной в ночной тиши держались более вы робости во нраве.А. С. Грибоедов
Забыли робость и печали, а совесть отогнали прочь.А. С. Пушкин

## Преодоление застенчивости
Застенчивость обычно сопровождается повышенной тревожностью. Для снижения уровня тревожности полезно применять релаксирующие и медитативные упражнения.